# St. Helens (Oregon)
St. Helens é uma cidade localizada no estado americano de Oregon, no Condado de Columbia.

## Demografia
Segundo o censo americano de 2000, a sua população era de 10.019 habitantes.

## Geografia
De acordo com o United States Census Bureau tem uma área de
13,8 km², dos quais 11,3 km² cobertos por terra e 2,5 km² cobertos por água.

## Localidades na vizinhança
O diagrama seguinte representa as localidades num raio de 20 km ao redor de St. Helens.